# Antelothanasis
Antelothanasis (in greco Αντελοθανάσης?; fl. XIX secolo) è stato un tiratore a segno greco.
Partecipò al tiro a segno delle prime Olimpiadi moderne che si svolsero ad Atene. Prese parte alla competizione della carabina libera, senza ottenere risultati di livello.